# Eli Delvo
Eli Delvo (franc. Ellie Delvaux; Brisel, 10. jun 1999), poznatija pod pseudonimom Blanš (franc. Blanche) belgijska je pevačica i tekstopisac. Učestvovala je u petoj sezoni takmičenja The Voice Belgique kao deo grupe Cats on Trees.

## Pesma Evrovizije
22. novembra 2016. RTBF je najavio da će Blanš predstavljati Belgiju na izboru za Pesmu Evrovizije 2017.

## Spoljašnje veze
- Eli Delvo na mreži Instagram
- Eli Delvo na mreži Fejsbuk
- Eli Delvo na mreži Tviter
- Zvanični veb-sajt Архивирано на веб-сајту  (10. август 2017)